# Fijicolana
Fijicolana is een geslacht van hooiwagens uit de familie Samoidae.
De wetenschappelijke naam Fijicolana is voor het eerst geldig gepubliceerd door Roewer in 1963. 

## Soorten
Fijicolana is monotypisch en omvat slechts de volgende soort:
- Fijicolana tuberculata